# سای مینگ-هونگ
سای مینگ-هونگ (انگلیسی: Tsai Ming-hung؛ زادهٔ ۲ سپتامبر ۱۹۶۶) بازیکن بیسبال اهل تایوان است.